# Ivo Hélcio Jardim de Campos Pitanguy
Ivo Hélcio Jardim de Campos Pitanguy (Belo Horizonte, 5 luglio 1926 – Rio de Janeiro, 6 agosto 2016) è stato un medico, chirurgo e scrittore brasiliano, più precisamente un chirurgo plastico famoso per le sue pubblicazioni.

## Biografia
Figlio di un chirurgo generale, Pitanguy iniziò a frequentare Medicina all'Università di Minas Gerais e si formò tramite la Facoltà di Medicina di Rio de Janeiro, nel 1946.
Alla fine del 1940, la chirurgia plastica non era ancora riconosciuta come una specialità della medicina.
Con una borsa di studio, Pitanguy partì per gli USA per lavorare come chirurgo residente presso il Bethesda Hospital di Cincinnati, Ohio, tra il 1948 e il 1949. 
Nel medesimo periodo, frequentò la Clinica Mayo nel Minnesota e il servizio di Chirurgia Plastica del Dr. John Marquis Converse di New York.
Di ritorno nel Brasile, nel 1949, creò il servizio di Chirurgia della Santa Casa della Misericordia di Rio de Janeiro, il primo per la chirurgia della mano nell'America del Sud, dove curò pazienti poveri e vittime di deformità.
Tra il 1950 e 1951 si recò a Parigi dove frequentò altri servizi di Chirurgia plastica in Francia e Inghilterra.
Di ritorno in Brasile, Pitanguy operò nel Servizio delle Ustioni e della Chirurgia ricostruttiva dell'Ospedale 'Souza Aguiar' in Rio de Janeiro, tra il 1952 e il 1955.
Nel 1954, passò a dirigere il Servizio di Chirurgia Plastica e Ricostruttiva presso la Santa Casa della Misericordia.
Nel 1960, creò il corso post laurea in chirurgia plastica della Pontifícia Università Cattolica di Rio de Janeiro, integrato nella Infermeria della Santa Casa. 
Il corso ad oggi ha già formato 45 classi di circa 500 allievi in oltre 40 nazioni.
Nel dicembre del 1961 avvenne l'incendio del 'Grande Circo Nordamericano', in Niterói, RJ, il maggior incendio in un recinto chiuso mai registrato al Mondo, causando 2500 feriti e 500 morti, in maggioranza bambini.
Pitanguy e un'équipe di volontari brasiliani e stranieri si dedicarono, per mesi, al trattamento delle vittime per mezzo della chirurgia ricostruttiva ma anche estetica, all'epoca ancora poco apprezzata. In quella occasione, Pitanguy organizzò il servizio Ustioni dell'Ospedale Antonio Pedro, a Rio.
Nel 1963 fondò la Clinica Ivo Pitanguy che diventò un centro di eccellenza in chirurgia plastica, estetica e ricostruttiva.
Pitanguy pubblicò 800 lavori apparsi in riviste scientifiche di tutto il mondo. Fu membro del Consiglio Editoriale del "Giornale della Società  Americana di Chirurgia Plastica e Ricostruttiva" (ASPS) e della rivista mensile della "American Head and Neck Society" (AHNS).
Fu autore per il Bollettino di Chirurgia Plastica della Pontificia Università Cattolica di Rio de Janeiro e dell'Istituto di post laurea medica Carlos Chagas, scritto in Portoghese e inglese e pubblicato sulla Rivista della Società Brasiliana di Chirurgia Plastica (SBCP).
Il giorno prima di morire, fu uno dei tedofori delle Olimpiadi di Rio de Janeiro del 2016.

## Opere principali
- Mamaplastias, Rio de Janeiro: Guanabara Koogan, 1976
- Plastisch Eingriffe an der Ohrmuschel, Stuttgart: Springer Thieme Verlag, 1976
- Aesthetic Surgery of the Head and Body, Heidelberg: Springer Verlag, 1981 (premiato come il miglior libro scientifico dell'anno alla Fiera Internazionale del Libro di Francoforte)
- Plastic Operations of the Auricle, New York: Springer Thieme Verlag, 1982
- Les Chemins de la Beauteé, Paris: Editions J.C. Lattés, 1983
- Paraty, São Paulo: Gráfica Editora Hamburg, 1983
- El Arte de la Belleza, Barcelona: Ediciones Grijabo, 1984
- Direito à Beleza, Rio de Janeiro: Editora Record, 1984
- Angra dos Reis: Baía dos Reis Magos, São Paulo: Marprint Ind., 1986
- Um jeito de ver o Rio, Projeto Cultura Clínica Ivo Pitanguy, 1991
- Aprendendo com a Vida, São Paulo: Editora Best Seller, 1993
- Atlas da Cirurgia Palpebral, Rio de Janeiro: Colina/Revinter, 1994

## Titoli onorifici, premi, partecipazioni in organizzazioni mediche e altro
- Membro titolare della Academia Nacional de Medicina;
- Membro del Collegio Brasiliano dei Chirurghi e della Società Brasiliana di Chirurgia Plastica;
- Membro del Conselho Deliberativo do Instituto Brasileiro de Educação, Ciência e Cultura (Comissão Nacional da Unesco) e di varie associazioni mediche internazionali.
- Philosophiae Doctor Honoris Causa, conferito dall'Università di Tel Aviv, Israele, (1986);
- Cittadino onorario di Rio de Janeiro (1976);
- Chancellier des Universités de Paris (1988);
- Membro Onorario della Società Medica di Bologna, collegata alla Università di Bologna (1988).
- Premio 'Alfred Jurzykowski' della Academia Nacional de Medicina (1987);
- Premio per il Miglior Libro Scientifico dell'Anno (1981) alla Fiera Internazionale del Libro di Francoforte, per la sua opera Aesthetic Surgery of the Head and Body;
- Humanitarian Award, Chicago, EUA (1984);
- Premio Cultura per la Pace, concesso da S.S. Papa Giovanni Paolo II e dall'associazione 'Insieme per la Pace', Italia (1989).
- Dal 1990 occupa la Cattedra nº22 dell'Accademia Brasiliana delle Lettere.